# Piràmide de població

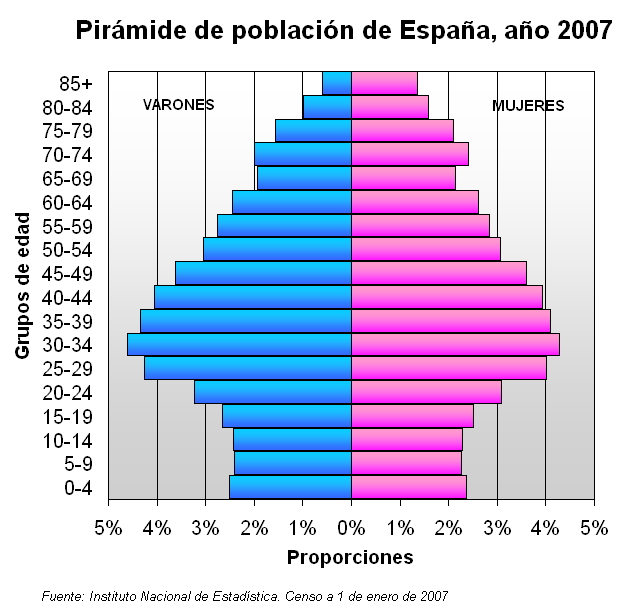
Piràmide de població d'Espanya (2007)

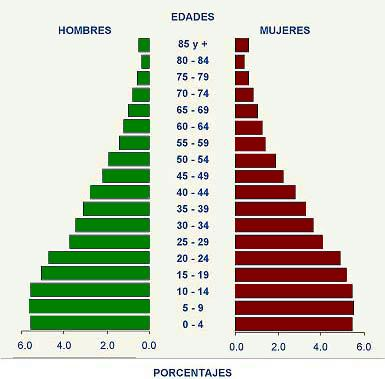
Piràmide de població de l'Equador (2001)

Una piràmide de població és la gràfica que representa l'estructura segons sexe i edat d'una població.
Normalment, les piràmides de població es construeixen a partir de les dades extretes del cens o del padró, dut a terme pels instituts d'estadística oficials de cada país, en el cas d'Espanya de l'INE , en el de Catalunya de l'IDESCAT , en el del País Valencià l'IVE  i en el de les Illes Balears, l'Ibestat  Arxivat 2011-09-02 a Wayback Machine..
Es tracta d'una gràfica de barres horitzontals doble.
- A l'eix vertical (Y), es representen els intervals o grups d'edat, també anomenats «cohorts» (normalment, en intervals de 5 anys).
- A l'eix horitzontal (X), el percentatge de la població de cada grup (corresponent el 100% a la població total).

Les piràmides de població han de seguir unes normes en la seva representació. Aquestes regles són:
- Tots els intervals o grups d'edat representats a l'eix vertical han de ser iguals. O sigui, han de correspondre al mateix nombre d'anys.
- Els valors masculins es representen sempre a l'esquerra i els femenins a la dreta.
- Es recomana una proporció 2 (alt) x 3 (ample), per tal que la imatge de la piràmide sigui proporcionada i facilitar d'aquesta manera el comentari del seu perfil, i de les característiques concretes dels grups.

La gràfica resultant permet comentar la piràmide i comparar les característiques de la població de diversos països o poblacions de manera ràpida (sempre que la piràmide mostri els percentatges i no les xifres de població totals).
També permet observar fenòmens demogràfics com l'envelliment de la població, el predomini d'un grup d'edat a la piràmide, el desequilibri o equilibri entre sexes, o la possible evolució de la població representada (creixement ràpid, creixement lent, estabilitat, o disminució de la població).
Un estudi més detallat de la piràmide i dels diversos grups permet percebre en les entrades (grups més petits) i sortides (grups més grans) de la forma, l'efecte que han tingut sobre la demografia d'aquell lloc guerres, catàstrofes, moviments migratoris, crisis o períodes de recuperació econòmica o de la natalitat.
Aquesta distribució es diu així per la forma piramidal de la piràmide de població, també anomenat diagrama de l'estructura per edats, i és una il·lustració gràfica que mostra la distribució dels diferents grups d'edat en una població humana (normalment, la d'un país o regió del món), que té normalment la forma d'una piràmide.

## Estructura

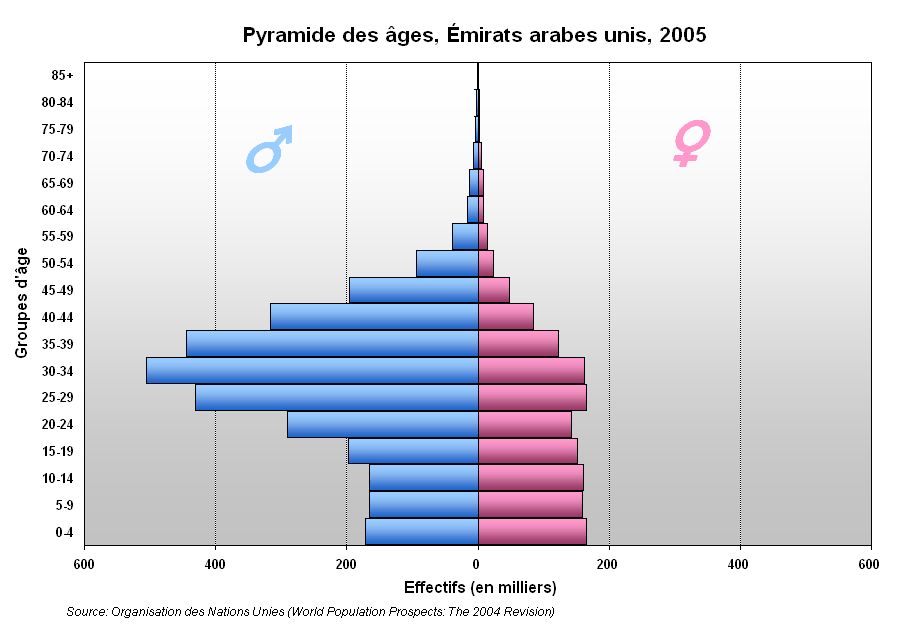
Exemple de piràmide d'una població desequilibrada a causa d'una immigració massiva de treballadors homes (Emirats Àrabs Units)

En general, consta de dos gràfics de barres, amb la població representada en l'eix X i l'edat sobre l'eix Y, que mostra el nombre de mascles i femelles en una població en particular en els grups quinquennals d'edat (també anomenat cohorts). Els mascles són convencionalment mostrats a l'esquerra i dones a la dreta, i es pot mesurar pel nombre de grups o com un percentatge de la població total.
Les piràmides de població són sovint vistes com la manera més efectiva de representar gràficament la distribució per edat i sexe d'una població, en part a causa de la imatge molt clara aquestes piràmides. Una gran quantitat d'informació sobre la població desglossada per edat i sexe es pot llegir en una piràmide de població, cosa que pot aportar llum sobre el grau de desenvolupament i altres aspectes de la població.
Una piràmide de població també informa sobre quantes persones de cada grup d'edat viuen a la zona. Tendeix a haver-hi més dones que homes en els grups de major edat, a causa de l'esperança de vida més llarga en les dones.
Una analogia útil per a facilitar la comprensió de piràmides de població és que així com un constructor fa servir un model per a mostrar l'estructura d'una casa, els demògrafs i geògrafs utilitzen piràmides de població com un plànol perquè mostrin la dinàmica de la població.

## Tipus
Cada país tindrà una piràmide de població diferent. Tot i això, les piràmides de població poden classificar-se en tres tipus: estacionària, expansiva o constrictiva. Aquests tipus han estat identificats per les taxes de fertilitat i mortalitat d'un país.

### "Estacionària" o piràmide de població constant
Una piràmide es pot descriure com a estacionària si els percentatges de població (edat i sexe) romanen aproximadament constants al llarg del temps. En una població estacionària, el nombre de naixements i de morts s'equilibra aproximadament.

### "Expansiva" o piràmide de població en expansió
Una piràmide de població molt ampla a les edats més primerenques, característica dels països amb una alta taxa de natalitat i potser una baixa esperança de vida. Es diu que la població creix ràpidament i que la mida de cada cohort de naixements augmenta cada any.

### "Constrictiva" o població en declivi
Una piràmide de població que s'estreny a la part inferior. En general, la població és més vella de mitjana, ja que el país té una llarga esperança de vida i una baixa taxa de mortalitat, però també una baixa taxa de natalitat, cosa que pot suggerir que en el futur hi pot haver una alta taxa de dependència degut a la reducció del nombre de persones en edat de treballar. Es tracta d'un patró típic d'un país molt desenvolupat, amb un alt nivell d´educació, fàcil accés i incentiu per a l'ús de mètodes anticonceptius, bona atenció sanitària i pocs factors ambientals negatius.
- Piràmide expansiva: França (2016). Perfil vertical.
- Piràmide estacionària: Angola (2016). Base ampla i perfil còncau.
- Piràmide constrictiva: Espanya (2016). Zona de la base més estreta que la zona central.

## Els joves i envelliment de la població
En general, una piràmide de població que mostra un percentatge de la població d'1-14 anys de més del 30% i les edats 75 i per sobre de menys del 6% per sobre es considera una "població jove" (en general, ocorre en els països en desenvolupament, amb una força de treball agrícola alta). Una piràmide de població que mostra un percentatge de la població d'1-14 anys de menys del 30% i les edats 75 i per sobre de més del 6% es considera un "envelliment de la població" (allò que generalment passa en els països desenvolupats amb els serveis de salut adequats, per exemple, Austràlia).

## Creixement expansiu de la població jove
Gary Fuller (1995) va descriure el gran creixement juvenil com un tipus de piràmide expansiva. Gunnar Heinsohn (2003) sosté que un excés de població masculina, especialment de joves adults, condueix previsiblement a l'agitació social, la guerra i el terrorisme, ja que els "tercers i quarts fills" que no troben posicions de prestigi a les seves societats actuals racionalitzen el seu ímpetu per competir mitjançant la religió o la ideologia política.
Heinsohn afirma que la majoria dels períodes històrics de malestar social que no tenen desencadenants externs (com els ràpids canvis climàtics o altres canvis catastròfics de l'entorn) i la majoria dels genocidis poden explicar-se fàcilment com a resultat d'una acumulació de massa juvenil. També s'afirma que les recessions econòmiques, com la Gran Depressió dels anys 30 i la recessió de finals de la dècada de 2000, s'expliquen en part a causa d'una gran població juvenil que no pot trobar feina. L'augment de la població juvenil es pot considerar un factor entre molts altres per explicar el malestar social i les revoltes a la societat. Un estudi del 2016 conclou que l'augment de la població juvenil incrementa les possibilitats que es produeixin guerres civils però al marge de la ètnia.
Una gran població d'adolescents que s'incorporen al mercat laboral i a l'electorat posa a prova al sistema econòmic, que va ser dissenyat per a poblacions més petites. Això crea desocupació i exclusió si no es creen noves oportunitats amb prou rapidesa, cas en què s'acumula un "dividend demogràfic" perquè els treballadors productius superen els joves i ancians dependents. Tot i això, la franja d'edat de 16 a 29 anys està associada a l'assumpció de riscos, especialment entre els homes. En general, l'augment de la població jove als països en desenvolupament s'associa a una desocupació més gran i, en conseqüència, a un risc més gran de violència i inestabilitat política. Per a Cincotta i Doces (2011), la transició a estructures més madures és gairebé una condició sine qua non per a la democratització.
Per revertir els efectes de les onades de joves, haurien de ser prioritàries polítiques específiques com ara la creació de més llocs de treball, la millora dels programes de planificació familiar i la reducció de les taxes de mortalitat infantil en general.

## Orient Mitjà i Àfrica del Nord
Orient Mitjà i el Nord d'Àfrica estan experimentant actualment un augment important de la joventut. "A tot l'Orient Mitjà, els països han experimentat un pronunciat augment de la mida de la població jove en les últimes dècades, tant en nombre total com en percentatge de la població total. Actualment, els gairebé 111 milions de persones d'entre 15 i 29 anys que viuen en la regió representen gairebé el 27% de la població d'aquesta”. Els canvis estructurals en la prestació de serveis, especialment els sanitaris, que van començar en la dècada de 1960, van crear les condicions per a una explosió demogràfica, que ha donat lloc a una població formada principalment per joves. Es calcula que al voltant del 65% de la població regional té menys de 25 anys.
L'augment de la població juvenil a l'Orient Mitjà i el Nord d'Àfrica s'ha vist comparat favorablement amb l'Àsia Oriental, que va aprofitar aquest capital humà i va experimentar un creixement econòmic enorme en les últimes dècades. La Iniciativa per a la Joventut de l'Orient Mitjà s'ha referit a l'augment de la població juvenil com un regal demogràfic que, si s'aprofita, podria impulsar el creixement econòmic i el desenvolupament de la regió. "Si bé el creixement de la població juvenil imposa pressions d'oferta sobre els sistemes educatius i els mercats laborals, també significa que una part, cada vegada més gran de la població total, està formada pels qui es consideren en edat de treballar i, per tant, no depenen de l'activitat econòmica dels altres. Al mateix temps, aquesta disminució de la taxa de dependència pot tenir un impacte positiu en el creixement econòmic general, creant un dividend demogràfic, però la capacitat d'una economia concreta per aprofitar aquest dividend depèn de la seva capacitat per garantir el desplegament d'aquesta població creixent en edat de treballar cap a l'activitat econòmica productiva, i per crear els llocs de treball necessaris per a la mà d'obra creixent”.

## Usos de les piràmides de població
Les piràmides de població es poden utilitzar per trobar el nombre de dependents econòmics amb el suport d'una població en particular. Dependents econòmics són els menors de 15 anys (els nens que estan en l'educació a temps complet i, per tant, no pot treballar) i els majors de 65 anys (els que tenen l'opció d'estar jubilats). En alguns països menys desenvolupats, els nens comencen a treballar molt abans dels 15 anys, i en alguns països desenvolupats és comú que no començar a treballar fins als 30 (com als països del nord d'Europa), i la gent pot treballar més enllà dels 65 anys, o jubilar-se abans. Per tant, la definició proporciona una aproximació per calcular la taxa de dependència en aquesta població.
Les piràmides de població es poden utilitzar per observar el creixement natural i les taxes de natalitat i mortalitat.